# کریم‌آباد (بخش مرکزی نیشابور)
کریم‌آباد روستایی در دهستان درب قاضی بخش مرکزی شهرستان نیشابور استان خراسان رضوی ایران است.

## جمعیت
بر پایه سرشماری عمومی نفوس و مسکن در سال ۱۳۹۵ جمعیت این روستا ۲۸۴ نفر (۹۶خانوار) بوده‌است.